# 흑백쥐치
흑백쥐치(Cantherhines dumerilii)는 쥐치과에 속하는 물고기이다. 일반명으로 whitespotted filefish, barred filefish, orange-fin file, yelloweye leatherjacket이 사용된다. 인도양, 태평양의 산호초에서 발견된다.

## 개요
이 물고기의 길이는 길면 38센티미터에 달하지만 보통은 25 센티미터이다. 눈은 노랗고 일반적인 색은 갈색이거나 노란 갈색을 띈다. 살이 있는 입술 부분은 흰색이다. 꼬리 지느러미는 작고 둥글고 오렌지색을 띄고 다른 지느러미들은 노란 편이다.

## 행동
이 물고기는 70미터 깊이의 암초 주변에 살지만 더 얕은 물에 머무르는 것이 보통이며 가끔은 지표 주변에서도 관찰된다. 위기를 느끼면 숨는 경향이 있다.